# Deficiência física

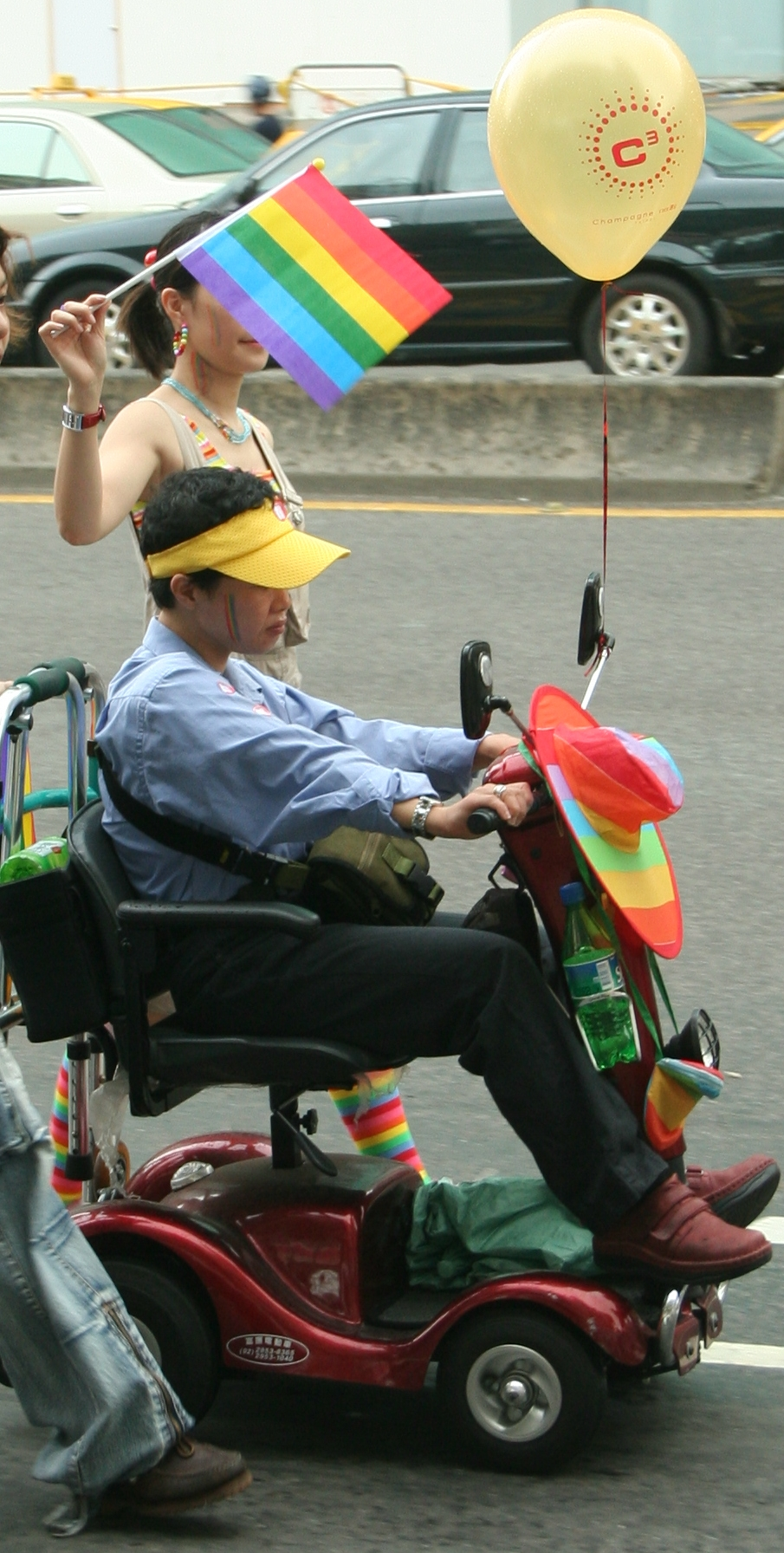
Jovem com deficiência física.

Deficiência física ou deficiência motora é uma limitação do funcionamento físico-motor de um ser humano ou animal. Normalmente, os problemas ocorrem no cérebro ou sistema locomotor, levando a um mau funcionamento ou paralisia dos membros inferiores e/ou superiores.
A deficiência física pode ter várias etiologias, entre as principais estão os: fatores genéticos, fatores virais ou bacteriano, fatores neonatal, fatores traumáticos (especialmente os medulares).
As pessoas com deficiência de ordem física ou motora necessitam de atendimento fisioterápico, psicológico a fim de lidar com os limites e dificuldades decorrentes da deficiência e simultaneamente desenvolver todas as possibilidades e potencialidades.
A deficiência física refere-se ao comprometimento do aparelho locomotor que compreende o sistema ósteo-articular, o sistema muscular e o sistema nervoso. As doenças ou lesões que afetam quaisquer desses sistemas, isoladamente ou em conjunto, podem produzir quadros de limitações físicas de grau e gravidade variáveis, segundo o(s) segmento(s) corporais afetados e o tipo de lesão ocorrida.

## Causas
- Classificação em causas congênitas (nascem com o indivíduo) e causas adquiridas (se desenvolvem com o tempo).
- Paralisia cerebral: por prematuridade; anóxia perinatal; desnutrição; materna; rubéola; toxoplasmose; trauma de parto; subnutrição; outras.
- Hemiplegias: por acidente vascular cerebral; aneurisma cerebral; tumor cerebral e outras.
- Lesão medular: por ferimento por arma de fogo; ferimento por arma branca; acidentes de trânsito; mergulho em águas rasas. Traumatismos diretos; quedas; processos infecciosos; processos degenerativos e outros.
- Amputações: causas vasculares; traumas; malformações congênitas; causas metabólicas e outras.
- Mal formação congênita: (mal formações que nascem com o indivíduo) por exposição à radiação; uso de drogas; microcefalias, etc, causas desconhecidas.
- Artropatias: por processos inflamatórios; processos degenerativos; alterações biomecânicas; hemofilia; distúrbios metabólicos e outros.

## Filmes e séries que abordaram o tema
- Ferrugem e Osso
- Sex Education
- Swimming Upstream
- Coming Home
- Carne trémula
- Feliz Ano Velho
- Born on the Fourth of July
- Lorenzo's Oil
- Uma janela para o céu (parte 1 e 2)
- O Milagre de Anne Sullivan
- I Am Sam
- 1 Litro de Lágrimas
- My Left Foot
- Dolphin Tale